# Crockett County (Tennessee)
Das Crockett County ist ein County im US-amerikanischen Bundesstaat Tennessee. Das U.S. Census Bureau hat bei der Volkszählung 2020 eine Einwohnerzahl von 13.911 ermittelt. Der Verwaltungssitz (County Seat) ist Alamo.

## Geografie
Das County liegt im Westen von Tennessee, ist etwa 45 km von Missouri und Arkansas entfernt und hat eine Fläche von 688 Quadratkilometern, wovon ein Quadratkilometer Wasserfläche ist. An das Crockett County grenzen folgende Nachbarcountys:
| Dyer County       |                | Gibson County  |
| Lauderdale County |                |                |
|                   | Haywood County | Madison County |

## Geschichte

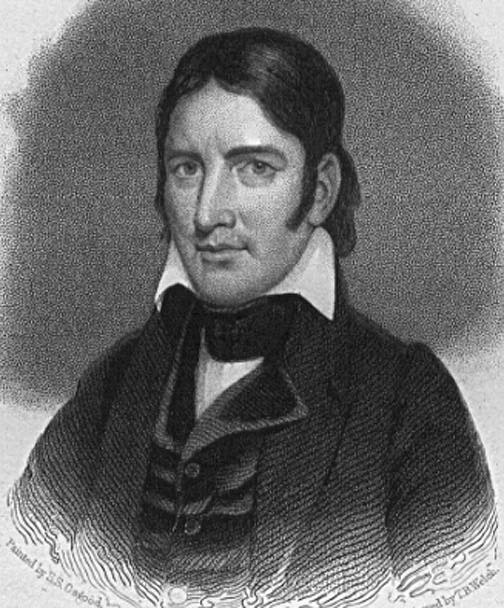
D. Crockett

Das Crockett County wurde am 20. Dezember 1845 aus Teilen des Dyer County, Gibson County, Haywood County und des Madison County gebildet und im Jahr darauf wieder aufgelöst. Am 23. November 1871 wurde das County erneut gebildet. Benannt wurde es nach Davy Crockett (1786–1836), einem amerikanischen Volkshelden, Politiker und Offizier im Texanischen Unabhängigkeitskrieg von 1836, getötet bei der Schlacht von Alamo.

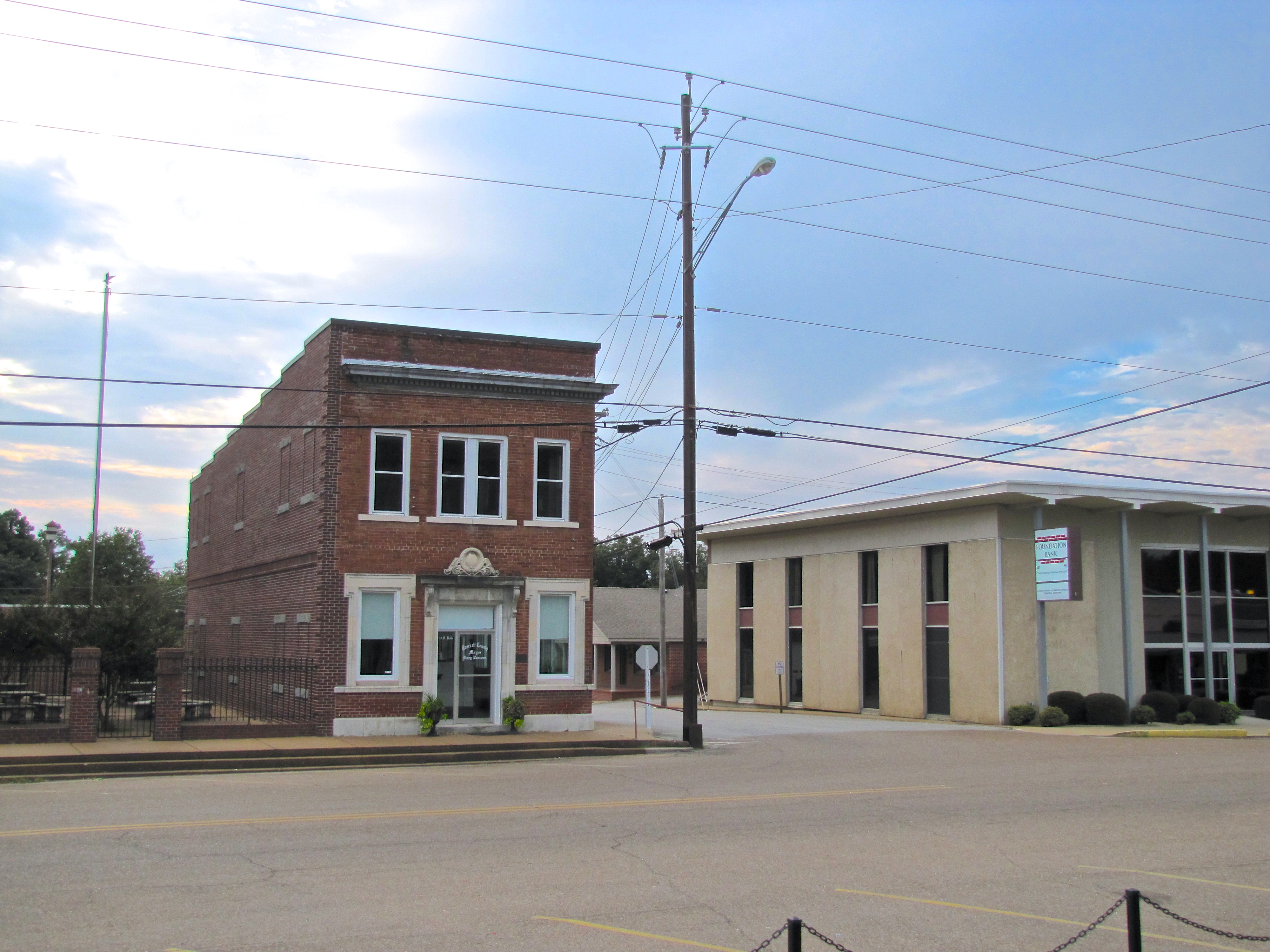
Die Bank of Alamo ist einer von zwei Einträgen des Countys im NRHP.

Zwei Bauwerke und Stätten des Countys sind im National Register of Historic Places (NRHP) eingetragen (Stand 13. August 2018).

## Demografische Daten
Nach der Volkszählung im Jahr 2010 lebten im Crockett County 14.586 Menschen in 5549 Haushalten. Die Bevölkerungsdichte betrug 21,2 Einwohner pro Quadratkilometer. In den 5549 Haushalten lebten statistisch je 2,56 Personen.
Ethnisch betrachtet setzte sich die Bevölkerung zusammen aus 84,3 Prozent Weißen, 13,2 Prozent Afroamerikanern, 0,4 Prozent amerikanischen Ureinwohnern, 0,2 Prozent Asiaten sowie aus anderen ethnischen Gruppen; 1,8 Prozent stammten von zwei oder mehr Ethnien ab. Unabhängig von der ethnischen Zugehörigkeit waren 8,9 Prozent der Bevölkerung spanischer oder lateinamerikanischer Abstammung.
24,4 Prozent der Bevölkerung waren unter 18 Jahre alt, 59,1 Prozent waren zwischen 18 und 64 und 16,5 Prozent waren 65 Jahre oder älter. 52,1 Prozent der Bevölkerung war weiblich.

Das jährliche Durchschnittseinkommen eines Haushalts lag bei 36.556 USD. Das Pro-Kopf-Einkommen betrug 19.742 USD. 18,7 Prozent der Einwohner lebten unterhalb der Armutsgrenze.

## Ortschaften im Crockett County
Citys
- Bells
- Friendship

Towns
- Alamo
- Gadsden
- Maury City

Unincorporated Communities
- Crockett Mills
- Fruitvale
- Midway

## Gliederung
Das Crockett County ist in zwölf durchnummerierte Distrikte eingeteilt:
| Distrikt | Einwohner (2010) | FIPS     |
| -------- | ---------------- | -------- |
| 1        | 1213             | 47-90034 |
| 2        | 1150             | 47-90224 |
| 3        | 1100             | 47-90414 |
| 4        | 1280             | 47-90604 |
| 5        | 993              | 47-90794 |
| 6        | 1240             | 47-90984 |
| 7        | 1270             | 47-91174 |
| 8        | 1382             | 47-91364 |
| 9        | 1572             | 47-91554 |
| 10       | 932              | 47-91744 |
| 11       | 1245             | 47-91934 |
| 12       | 1209             | 47-92124 |